# Tour de l'Azerbaidjan 2017
El Tour de l'Azerbaidjan 2017 fou la 6a edició del Tour de l'Azerbaidjan. La cursa es disputà en cinc etapes entre el 3 al 7 de maig de 2017, amb inici i final a Bakú. La cursa formava de l'UCI Europa Tour, amb una categoria 2.1.
El vencedor final fou l'azerbaidjanès Kiril Pozdniakov (Synergy Baku Project), que s'imposà amb 46" d'avantatge sobre Hermann Pernsteiner (Amplatz-BMC) i 1'12" sobre Oleksandr Polivoda (Kolss Cycling Team). Posteriorment el vencedor fou desqualificat per dopatge.

## Equips
Vint-i-un equips prenen part en aquesta edició del Tour de l'Azerbaidjan: sis equips continentals professionals, setze equips continentals.
- equips continentals professionals: Gazprom-RusVelo, Team Novo Nordisk, Wilier Triestina-Selle Italia, Nippo-Vini Fantini, Israel Cycling Academy, Delko Marseille Provence KTM
- equips continentals: Synergy Baku, Astana City, Team Illuminate, Bridgestone Anchor Cycling Team, Team Sauerland NRW, Team Hrinkow Advarics, VIB Bikes, Torku Şekerspor, Qinghai Tianyoude, Kolss Cycling Team, Dukla Banska Bystrica, Minsk Cycling Club, Rietumu Banka-Riga, CCB Velotooler, Amplatz-BMC, Tabriz Shahrdary Team

## Etapes
| Etapa | Data      | Recorregut       | Km    |                         | Vencedor d'etapa       | Líder de la general    |
| ----- | --------- | ---------------- | ----- | ----------------------- | ---------------------- | ---------------------- |
| 1     | 3 de maig | Bakú - Sumqayit  | 148,6 | Etapa plana             | Mihkel Raim (EST)      | Mihkel Raim (EST)      |
| 2     | 4 de maig | Bakú - Ismayilli | 186,5 | Etapa de mitja muntanya | Kiril Pozdniakov (AZE) | Kiril Pozdniakov (AZE) |
| 3     | 5 de maig | Qabala - Qabala  | 177,2 | Etapa de muntanya       | Matej Mugerli (SLO)    | Kiril Pozdniakov (AZE) |
| 4     | 6 de maig | Qabala - Pirqulu | 164.2 | Etapa plana             | Edwin Avila (COL)      | Kiril Pozdniakov (AZE) |
| 5     | 7 de maig | Bakú - Bakú      | 158   | Etapa de mitja muntanya | Krists Neilands (LAT)  | Kiril Pozdniakov (AZE) |

## Classificació final
|    | Ciclista                  | Equip                  | Temps       |
| -- | ------------------------- | ---------------------- | ----------- |
| 1  | Kiril Pozdniakov (AZE)    | Synergy Baku Project   | 20h 10' 08" |
| 2  | Hermann Pernsteiner (AUT) | Amplatz-BMC            | + 046"      |
| 3  | Oleksandr Polivoda (UKR)  | Kolss Cycling Team     | + 1'12"     |
| 4  | Mikhailo Kononenko (UKR)  | Kolss Cycling Team     | + 1'16"     |
| 5  | Eduard Vorganov (RUS)     | Minsk Cycling Club     | + 1'28"     |
| 6  | Andrí Vassiliuk (UKR)     | Kolss Cycling Team     | + 1'28"     |
| 7  | Dennis van Winden (NED)   | Israel Cycling Academy | + 1'49"     |
| 8  | Artiom Ovetxkin (RUS)     | Gazprom-RusVelo        | + 2'09"     |
| 9  | Hideto Nakane (JPN)       | Nippo-Vini Fantini     | + 2'15"     |
| 10 | Vitali Buts (UKR)         | Kolss Cycling Team     | + 2'29"     |